# Alfred Laniewski
Alfred Laniewski (ur. 1889 lub 1890, zm. 1940 w Kijowie) – polski prawnik, prokurator, sędzia, nauczyciel akademicki Uniwersytetu Jana Kazimierza we Lwowie, ofiara zbrodni katyńskiej.

## Życiorys

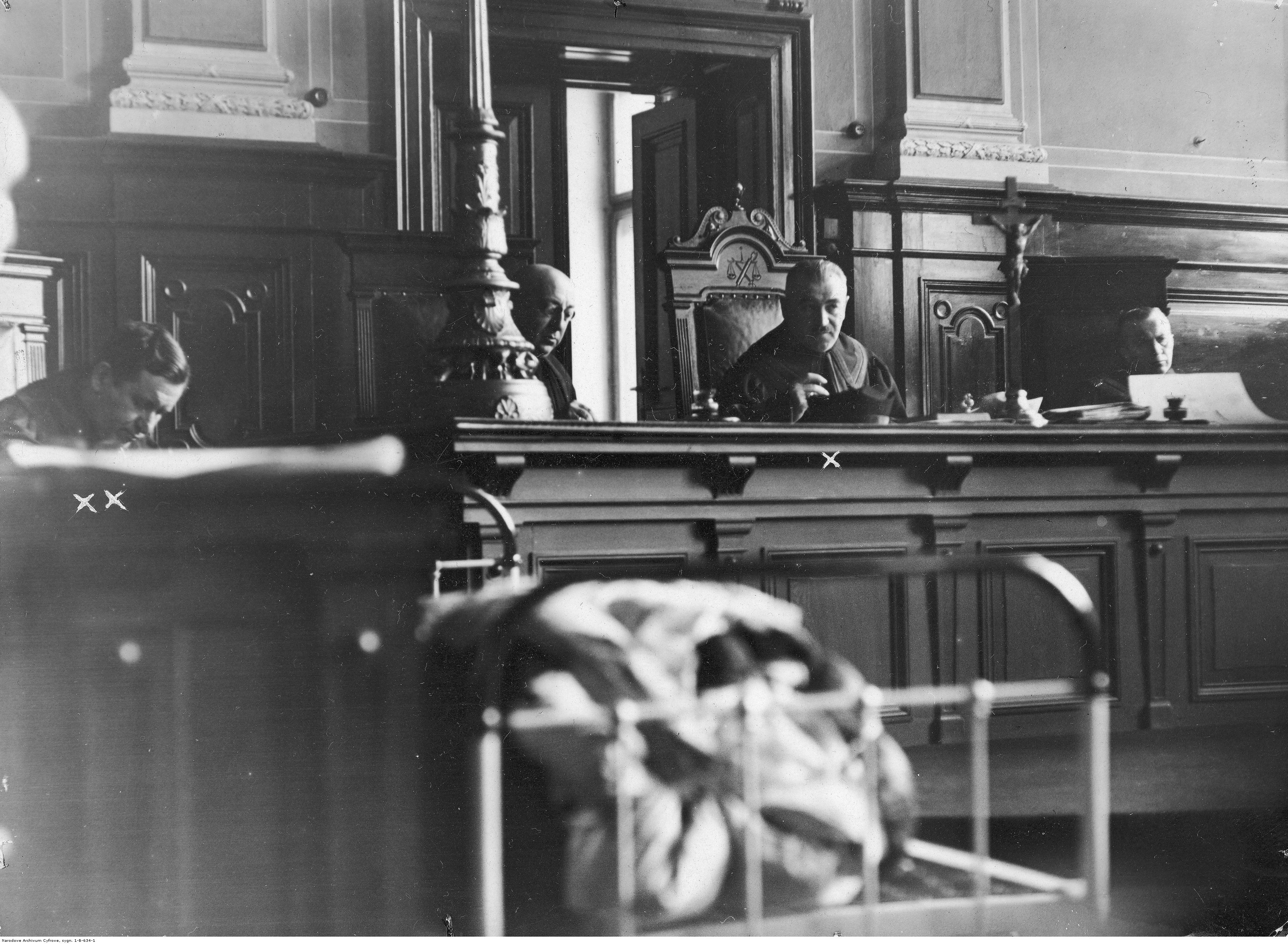
Alfred Laniewski (pierwszy z lewej) podczas procesu Rity Gorgon w 1932. Trzeci z lewej sędzia Jan Antoniewicz

Urodził się 1889 lub 1890 jako syn Stanisława. Ukończył studia na Wydziale Prawa Uniwersytetu Jana Kazimierza we Lwowie. Uzyskał stopień naukowy doktora praw. Podczas studiów był jednym z przywódców akademickiego oddziału Organizacji Młodzieży Niepodległościowej „Zarzewie”. Był aktywnym członkiem Polskich Drużyn Strzeleckich od czasu ich powstania. Brał udział w I wojnie światowej.
Został prokuratorem. Od września 1924 oskarżał w procesie domniemanego sprawcy zamachu na prezydenta RP Stanisława Wojciechowskiego. Pełnił funkcję wiceprokuratora okręgowego we Lwowie do 1932. Od 26 kwietnia 1932 był oskarżającym w procesie Rity Gorgonowej. W październiku 1932 został mianowany sędzią Sądu Apelacyjnego we Lwowie. Do 1939 był starszym asystentem wolontariuszem prof. Juliusza Makarewicza w Zakładzie Prawa Karnego na Wydziale Prawa UJK. Publikował prace z zakresu prawa karnego (wielokrotnie wspólnie z nim wydawał publikacje Kazimierz Sobolewski, prokurator Sądu Apelacyjnego we Lwowie).
Podjął pracę w służbie samorządowej II Rzeczypospolitej. Od 1926 pełnił stanowisko naczelnika Wydziału Ogólnego w Urzędzie Wojewódzkim w Stanisławowie. We wrześniu 1937 został mianowany naczelnika Wydziału Ogólnego w Urzędzie Wojewódzkim we Lwowie.
W marcu 1933 został redaktorem odpowiedzialnym „Czasopisma Sędziowskiego” (organ Oddziału Lwowskiego Zrzeszenia Sędziów i Prokuratorów Rzeczypospolitej Polskiej). Został członkiem zarządu lwowskiego Zrzeszenia Sędziów i Prokuratorów Rzeczypospolitej Polskiej i zasiadł w zarządzie głównym ZSiPRP jako członek oddziału lwowskiego. Do 1939 był redaktorem pisma „Głos Sędziowski”. Jego rozprawy naukowe ukazywały się w czasopiśmie „Przegląd Policyjny”.
Był także publicystą na łamach dziennika „Gazeta Lwowska”, pisząc np. artykuły wspomnieniowe, m.in. o obronie Lwowa 1918-1919 oraz inne. Był wykładowcą techniki śledztwa w ramach Studium Dyplomatycznego Uniwersytetu Jana Kazimierza we Lwowie. Działał na rzecz poprawy losu zwierząt, działając w ramach Ligi Ochrony Zwierząt apelował do Policji Państwowej o postawę w ich obronie. Publikował także w tej tematyce w prasie.
Po wybuchu II wojny światowej, kampanii wrześniowej, agresji ZSRR na Polskę z 17 września 1939 i kapitulacji Lwowa oraz przemianowaniu uczelni na Lwowski Państwowy Uniwersytet im. Iwana Franki decyzją władz sowieckich został zatrudniony na stanowisku laboranta w Katedrze Prawa Karnego Wydziału Prawa. W marcu 1940 został aresztowany przez funkcjonariuszy NKWD. Na wiosnę 1940 został zamordowany przez NKWD (według jednej wersji został rozstrzelany we Lwowie). Jego nazwisko znalazło się na tzw. Ukraińskiej Liście Katyńskiej opublikowanej w 1994 (został wymieniony na liście wywózkowej 71/1-42 oznaczony numerem 1771; dosłownie określony jako Alfred Łaniewski). Ofiary tej części zbrodni katyńskiej zostały pochowane na otwartym w 2012 Polskim Cmentarzu Wojennym w Kijowie-Bykowni.
Ofiarami zbrodni katyńskiej na obszarze obecnej Ukrainy został także Ludwik Laniewski (ur. 1892, również syn Stanisława, podporucznik Wojska Polskiego) oraz inni pracownicy naukowi Wydziału Prawa UJK, Ludwik Dworzak, Władysław Mikuszewski, Zenon Wachlowski.

## Publikacje
- Ustawodawstwo karne Rzeczypospolitej Polskiej. Prawo materialne: zbiór ustaw i rozporządzeń z objaśnieniami (1926, współautor: Kazimierz Sobolewski)
- Zarys polskiego prawa wekslowego (1926, współautor: Karol Hamerski)
- Ordynacja konkursowa. Ordynacja ugodowa i Ordynacja zaczepna: z dnia 10 grudnia 1914 l. 337 dpp. z uwzględnieniem wszelkich zmian i nowych przepisów należytościowych oraz austrjackiemi i polskiemi orzeczeniami (1927, współautor: Maksymilian Bodek)
- Kodeks postępowania karnego wraz z przepisami wprowadzającemi i rozporządzeniem o postępowaniu doraźnem (1928, współautor: Kazimierz Sobolewski)
- Polskie ustawy karne dodatkowe z lat 1919–1929 (1928, współautor: Kazimierz Sobolewski)
- Dekret prasowy z uwzględnieniem wszystkich zmian i ustawami dodatkowemi (1929, współautor: Kazimierz Sobolewski)
- Kodeks postępowania karnego, z uwzględn. ustawy z 21.1.1932, Nr 10 Dz. U.R.P. poz. 60 (1932, współautor: Kazimierz Sobolewski)
- Kodeks postępowania karnego: wraz z ustawani dodatkowemi, utrzymanemi w mocy przepisami proceduralnemi austjackiemi, rosyjskiemi i niemieckiemi i skorowidzem alfabetycznym w brzmieniu ustalonem nowelą z 21 stycznia 1932 r. (1932, współautor: Kazimierz Sobolewski)
- Polski kodeks karny z 11.VII.1932 r. wraz z prawem o wykroczeniach, przepisami wprowadzającemi i utrzymanemi w mocy przepisami kodeksu karnego austrjackiego, niemieckiego, rosyjskiego i skorowidzem (1932, współautor: Kazimierz Sobolewski)
- Zarys polskiego prawa karnego materialnego (1933, współautor: Kazimierz Sobolewski)
- Kodeks postępowania karnego: jednolity tekst z nową numeracją ogłoszony rozp. Prezydenta Rzpltej z dnia 30. IX. 1932 (1933, współautor: Kazimierz Sobolewski)
- O niektórych przestępstwach przeciwko bezpieczeństwu państwa. Rozporządzenie Prezydenta Rzeczypospolitej z dnia 24/10 1934 r. Nr 94 DURP., poz. 851 (1934, współautor: Kazimierz Sobolewski)
- Zarys polskiego procesu karnego (1934, współautor: Ludwik Dworzak)
- Zagadnienia konstytucyjne (1935)
- Zbrodnia i łzy (dwanaście lat prokuratorskiej służby). Myśli, wrażenia, przeżycia (1936)
- Postępowanie w sprawach niespornych (patent niesporny) i ustawa o ubezwłasnowolnieniu oraz dodatkowe ustawy i rozporządzenia (1936)
- Ustawa o amnestii z dnia 2 stycznia 1936 r. Nr 1, poz. 1 Dz. U. R. P. (ogłoszona 2.1.1936 r.) (1936, współautor: Kazimierz Sobolewski)
- Józef Piłsudski a zagadnienia prawa i ustawodawstwa (1936)[30]
- Prawo karne skarbowe. Komentarz (1937, współautor: Kazimierz Sobolewski)[31][32]
- Prawo karne skarbowe. Komentarz. Tekst, objaśnienia, orzecznictwo Sądu Najwyższego, okólniki władz naczelnych (1937, współautor: Kazimierz Sobolewski)
- Otwórzcie serca! (1938, w: „Wschód”)[33]
- Kodeks postępowania karnego: komentarz. Orzecznictwo Sądu Najwyższego, okólniki Ministerstwa Sprawiedliwości, przepisy związkowe i dodatkowe (1939, współautor: Kazimierz Sobolewski)
- Świadek – kobieta (studium kryminalno-psychologiczne) (w: „Głos Prawników Śląskich” 3/1938)[34]

## Odznaczenia i ordery
- Złoty Krzyż Zasługi[1]
- Medal Niepodległości[1]
- Krzyż Legionowy[1]